# Grand Prix Formule 1 van de Verenigde Staten 2002
De Grand Prix Formule 1 van de Verenigde Staten 2002 werd gehouden op 29 september 2002 op Indianapolis Motor Speedway in Indianapolis.

## Uitslag
| Positie | Nummer | Rijder                | Team               | Ronden | Tijd/Opgave | Startplaats | Punten |
| ------- | ------ | --------------------- | ------------------ | ------ | ----------- | ----------- | ------ |
| 1       | 2      | Rubens Barrichello    | Scuderia Ferrari   | 73     | 1:31:08.000 | 2           | 10     |
| 2       | 1      | Michael Schumacher    | Scuderia Ferrari   | 73     | +0.011      | 1           | 6      |
| 3       | 3      | David Coulthard       | McLaren - Mercedes | 73     | +7.799      | 3           | 4      |
| 4       | 6      | Juan Pablo Montoya    | Williams-BMW       | 73     | +9.911      | 4           | 3      |
| 5       | 14     | Jarno Trulli          | Renault            | 73     | +56.847     | 8           | 2      |
| 6       | 11     | Jacques Villeneuve    | BAR-Honda          | 73     | +58.211     | 7           | 1      |
| 7       | 9      | Giancarlo Fisichella  | Jordan-Honda       | 72     | +1 Ronde    | 9           |        |
| 8       | 15     | Jenson Button         | Renault            | 72     | +1 Ronde    | 14          |        |
| 9       | 7      | Nick Heidfeld         | Sauber - Petronas  | 72     | +1 Ronde    | 10          |        |
| 10      | 16     | Eddie Irvine          | Jaguar Racing      | 72     | +1 Ronde    | 13          |        |
| 11      | 10     | Takuma Sato           | Jordan-Honda       | 72     | +1 Ronde    | 15          |        |
| 12      | 12     | Olivier Panis         | BAR-Honda          | 72     | +1 Ronde    | 12          |        |
| 13      | 8      | Heinz-Harald Frentzen | Sauber - Petronas  | 71     | +2 Rondes   | 11          |        |
| 14      | 24     | Mika Salo             | Toyota             | 71     | +2 Rondes   | 19          |        |
| 15      | 25     | Allan McNish          | Toyota             | 71     | +2 Rondes   | 16          |        |
| 16      | 5      | Ralf Schumacher       | Williams-BMW       | 71     | +2 Rondes   | 5           |        |
| Ret     | 4      | Kimi Räikkönen        | McLaren - Mercedes | 50     | Motor       | 6           |        |
| Ret     | 22     | Alex Yoong            | Minardi - Asiatech | 46     | Motor       | 20          |        |
| Ret     | 23     | Mark Webber           | Minardi - Asiatech | 38     | Besturing   | 18          |        |
| Ret     | 17     | Pedro de la Rosa      | Jaguar Racing      | 17     | Transmissie | 17          |        |

## Wetenswaardigheden
- In de Verenigde Staten was dit de laatste van vier races die niet op Speed Channel, maar op ABC Sports werd uitgezonden. De eerste drie waren de Grands Prix van Monaco, Canada en Italië.
- Aan het einde van de race nam Michael Schumacher gas terug en schonk zo Rubens Barrichello de overwinning (waarschijnlijk als "goedmaker" voor het incident in Oostenrijk). Schumacher kwam elf duizendste van een seconde tekort voor de overwinning, de kleinste marge van een finish op Indianapolis tussen Al Unser Jr. en Scott Goodyear in de Indianapolis 500 van 1992. Het was ook de op een na kortste finish in de Formule 1 en de kortste in de moderne tijd. Het was ook de kortste finish in de geschiedenis van de Grand Prix van de Verenigde Staten, deze race versloeg de 668 duizendste van een secondefinish tussen Ronnie Peterson en James Hunt in 1973 op Watkins Glen.
- Pedro de la Rosa parkeerde zijn kapotte auto vlak bij de ingang van de pitstraat. Van de marshalls moest hij over de muur springen, maar viel hierdoor 1,8 meter in een klein riviertje. Het incident was humoristisch om te zien op televisie, maar niet voor De la Rosa, want hij legde uit dat de marshalls hem niet hebben verteld wat er achter de muur was.

## Statistieken
| Snelste ronde | Rubens Barrichello | Scuderia Ferrari | 1:12.738 |

## Noot
- Dit was de vijfde Grand Prix-winst voor Rubens Barrichello.

Grand Prix Formule 1 van de Verenigde Staten: 1908 · 1910 · 1911 · 1912 · 1914 · 1915 · 1916 · 1959 · 1960 · 1961 · 1962 · 1963 · 1964 · 1965 · 1966 · 1967 · 1968 · 1969 · 1970 · 1971 · 1972 · 1973 · 1974 · 1975 · 1976 · 1977 · 1978 · 1979 · 1980 · 1989 · 1990 · 1991 · 2000 · 2001 · 2002 · 2003 · 2004 · 2005 · 2006 · 2007 · 2012 · 2013 · 2014 · 2015 · 2016 · 2017 · 2018 · 2019 · 2021 · 2022 · 2023 · 2024 · 2025 · 2026

Indianapolis 500: 1950 · 1951 · 1952 · 1953 · 1954 · 1955 · 1956 · 1957 · 1958 · 1959 · 1960

Grand Prix Formule 1 van de Verenigde Staten West: 1976 · 1977 · 1978 · 1979 · 1980 · 1981 · 1982 · 1983

Grand Prix Formule 1 van Las Vegas: 1981 · 1982 · 2023 · 2024 · 2025

Grand Prix Formule 1 van de Verenigde Staten Oost: 1982 · 1983 · 1984 · 1985 · 1986 · 1987 · 1988

Grand Prix Formule 1 van Dallas: 1984

Grand Prix Formule 1 van Miami: 2022 · 2023 · 2024 · 2025 · 2026 · 2027 · 2028 · 2029 · 2030 · 2031 · 2032 · 2033 · 2034 · 2035 · 2036 · 2037 · 2038 · 2039 · 2040 · 2041